# Звёздный зверь (Доктор Кто)
«Звёздный зверь» (англ. The Star Beast) — первая серия среди специальных выпусков к 60-летию британского телесериала «Доктор Кто». Премьера состоялась 25 ноября 2023 года на телеканале BBC One в Великобритании и на стриминговом сервисе Disney+ в остальном мире. Сценарий к данному эпизоду написал главный сценарист и исполнительный продюсер Расселл Ти Дейвис на основе комикса Пата Миллса и Дэйва Гиббонса, в качестве режиссёра выступила Рэйчел Талалэй.
Роль Четырнадцатого Доктора исполнил актёр Дэвид Теннант, который ранее уже появлялся в сериале в качестве десятого воплощения персонажа, к роли его спутницы Донны Ноубл вернулась Кэтрин Тейт. В серии также появилась дочь Донны Роза Ноубл в исполнении Ясмин Финни. Согласно сюжету, герои столкнулись с пушистым пришельцем по имени Мип и преследующими его по Лондону Воинами Врарта.

## Сюжет
Недавно регенерировавший в своё четырнадцатое воплощение Доктор вновь оказывается в жизни своей бывшей спутницы Донны Ноубл, когда дочь последней, Роуз, встречается с милым пришельцем по имени Мип и пытается защитить его от инопланетных преследователей. Внешне похожий на безобидного зверька Мип оказывается кровожадным убийцей с манией величия, а двигатель его корабля угрожает уничтожить весь Лондон ради топлива. Чтобы спасти свою семью и остальных жителей британской столицы, Донна ставит Доктора перед выбором: либо восстановить её память о путешествиях на ТАРДИС, что, предположительно, убьёт её, либо позволить Мипу совершить задуманное. Повелитель Времени решается выбрать восстановление памяти Донны. Он сначала не подозревает, что Роуз унаследовала часть той энергии, которая могла бы оказать негативное влияние, и очень удивляется, когда Донна благополучно пережила всё. Вместе с Доктором она остановила Мипа. В конце Доктора и Донну, пролившую кофе на консоль обновлённой ТАРДИС, уносит в неизвестном направлении.

## Производство

### Разработка
29 июля 2021 года Би-би-си объявила, что Крис Чибнелл, выполнявший обязанности исполнительного продюсера и главного шоураннера «Доктора Кто» с 2018 года, покидает проект вместе с исполнительницей роли Тринадцатого Доктора Джоди Уиттакер. В пресс-релизе Би-би-си Чибнелл сообщил: «Желаю моим преемникам — неважно, кого выберут Би-би-си и BBC Studios — также повеселиться, как мы! Они здесь ради удовольствия!». 25 августа 2021 года на вопрос о том, как данная ситуация повлияет на будущее программы и их предстоящий выбор, продюсер Пирс Венгер ответил, что «радикально».
Данный эпизод стал началом четвёртой производственной эпохи с возрождения сериала в 2005 году. Предыдущие включают первую эру Расселла Ти Дейвиса (с 2005 по 2010 годы), эру Стивена Моффата (с 2010 по 2017 годы) и эру Криса Чибнелла (с 2018 по 2022 годы) соответственно.
24 сентября 2021 года Би-би-си раскрыла, что новым исполнительным продюсером и главным шоураннером станет Расселл Ти Дейвис, который работал над шоу в период выхода серий с Девятым и Десятым Докторами. Он сменил Чибнелла, начиная со спецвыпусков, приуроченных к 60-летию сериала. Дейвис присоединится к производственной компании Bad Wolf, основанной бывшим исполнительным продюсером «Доктора Кто» Джули Гарднер и главой драматического отдела Би-би-си Джейн Трантер. Начиная со спецвыпусков 2023 года Bad Wolf взяла на себя полный контроль над «Доктором Кто», позволив Би-би-си сосредоточиться на развитии сериала как всемирно известного бренда.
Фил Коллинсон, Джули Гарднер и Джейн Трантер вновь выступили в качестве исполнительных продюсеров, к ним присоединился новый член производственной команды в лице Джоэла Коллинса. В марте 2022 года Дейвис подтвердил, что Bad Wolf Studios приступила к производству новых серий в Кардиффе. Уильям Освальд занялся монтажом, впервые со дня премьеры эпизода «Дважды во времени».
Сюжет данного эпизода основан на одноимённом комиксе под авторством Пата Миллса и Джона Вагнера и художника Дэйва Гиббонса. Это произведение выходило на страницах журнала Doctor Who Weekly в начале 1980 года. В 2019 году оно было адаптировано в виде аудиопьесы и выпущено компанией Big Finish Productions.

### Актёрский состав
Как часть актёрской команды спецвыпусков к 60-летию «Доктора Кто» в шоу вернулись Дэвид Теннант и Кэтрин Тейт. Теннант в данной серии впервые полноценно появился как Четырнадцатый Доктор, в то время как Тейт вернулась к своей роли спутницы Повелителя Времени Донны Ноубл.
25 декабря 2022 года было объявлено, что Жаклин Кинг и Карл Коллинс вновь вернутся к своим ролям матери Донны и Шона Темпла соответственно (оба персонажа появлялись в последний раз в серии «Конец времени», в которой Десятый Доктор регенерировал в Одиннадцатого). Одновременно с этим было раскрыто, что Рут Мэдли сыграет персонажа по имени Ширли Энн Бингэм. Ясмин Финни также присоединилась к актёрскому составу в роли персонажа по имени Роза. Позднее было объявлено, что её фамилия — Ноубл и она является дочерью Донны Ноубл и Шона Темпла. 14 сентября 2023 года появились новости о том, что Мириам Маргулис озвучит инопланетного персонажа, известного как Мип.

### Съёмки
Рэйчел Талалэй заняла пост режиссёра данного спецвыпуска. В прошлом она уже снимала завершающие эпизоды сезонов с Питером Капальди, а также рождественскую серию «Дважды во времени». Съёмочный процесс трёх спецвыпусков проходил с мая по июль 2022 года.

## Показ и критика
| Агрегированные оценки            | Агрегированные оценки |
| Источник                         | Рейтинг               |
| -------------------------------- | --------------------- |
| Rotten Tomatoes (Tomatometer)    | 90 %                  |
| Rotten Tomatoes (средняя оценка) | 7,6/10                |
| Оценки критиков                  |                       |
| Источник                         | Рейтинг               |
| Empire                           | [ 20 ]                |
| i                                | [ 21 ]                |
| Metro                            | [ 22 ]                |
| Radio Times                      | [ 23 ]                |
| The Guardian                     | [ 24 ]                |
| The Independent                  | [ 25 ]                |
| The Telegraph                    | [ 26 ]                |
| The Times                        | [ 27 ]                |

### Показ
Премьера эпизода «Звёздный зверь» состоялась 25 ноября 2023 года в рамках празднования 60-летия «Доктора Кто». Также были проведены предварительные показы 6 ноября на лондонской электростанции Баттерси и 23 ноября — для Королевского телевизионного общества в Кардиффе.

### Рейтинги
Серия «Звёздный зверь» привлекла за вечер 5,08 миллионов телезрителей Великобритании (что является самым высоким показателем со времён серии «Решение» 2019 года с 5,15 миллионами) и заняла второе место за день в стране после «Strictly Come Dancing». Также спецвыпуск стал лучшим по рейтингам запуском среди британских телевизионных драм за 2023 год. Спустя неделю консолидированный рейтинг составил 7,605 миллионов зрителей (что является высшим показателем со времён серии «Головоломка Цуранга» 2018 года), и серия заняла десятое место среди выпусков недели или третье место среди уникальных телепрограмм на британском телевидении после выпусков «Я знаменитость, заберите меня отсюда!» и «Strictly Come Dancing». Серия получила индекс оценки зрителей в 84 из 100, что является самым высоким показателем с серии «Будь вечны наши жизни» (2017).

### Критика
На сайте-агрегаторе рецензий Rotten Tomatoes 90 % из 30 критиков дали положительные отзывы со средней оценкой 7,6 из 10. Консенсус критиков на сайте гласит: «Оживлённая резвая серия „Звёздный зверь“, воссоединившая Дэвида Теннанта и Кэтрин Тейт, возвращает любимых фанатами персонажей в ностальгическое приключение и намекает на более широкое переосмысление „Доктора Кто“».
Джек Сил из The Guardian поставил ей 4 балла из 5 возможных, охарактеризовав её как «забавную, яркую и быструю», а также высоко оценил репрезентацию трансгендеров, назвав это «нежным» и «прославляющим, по-воздушному утверждающим». Анита Син, пишущая для The Sunday Telegraph, наоборот раскритиковала трансгендерную повестку, но также поставила эпизоду 4 балла из 5 возможных. По её мнению это было «…идеальное возвращение франшизы, которой необходимо было отвоевать назад любовь общественности». В своей статье для The Independent Эд Пауэр похвалил «возвращение к основам», особо отметив актёрскую игру Дэвида Теннанта в качестве Четырнадцатого Доктора. Нил Армстронг из BBC оставил «Звёздному зверю» смешанный отзыв, в котором охарактеризовал содержание серии как приятный для всех фанатов материал, но вряд ли чем-то интересный для новых зрителей, с его фокусом на прогрессивные взгляды, которые критик назвал «проповедью».

## На других носителях

### На DVD и Blu-Ray
На DVD и Blu-Ray «Звёздный зверь» вышел 18 декабря 2023 года вместе с остальными спецвыпусками к 60-летию «Доктора Кто».

### Новелизация
Известно о том, что в рамках цикла книг Target Collection готовится издание печатной версии эпизода под авторством Гэри Расселла. Книга появится в продаже 11 января 2024 года.